# 야후! 뉴스

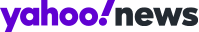

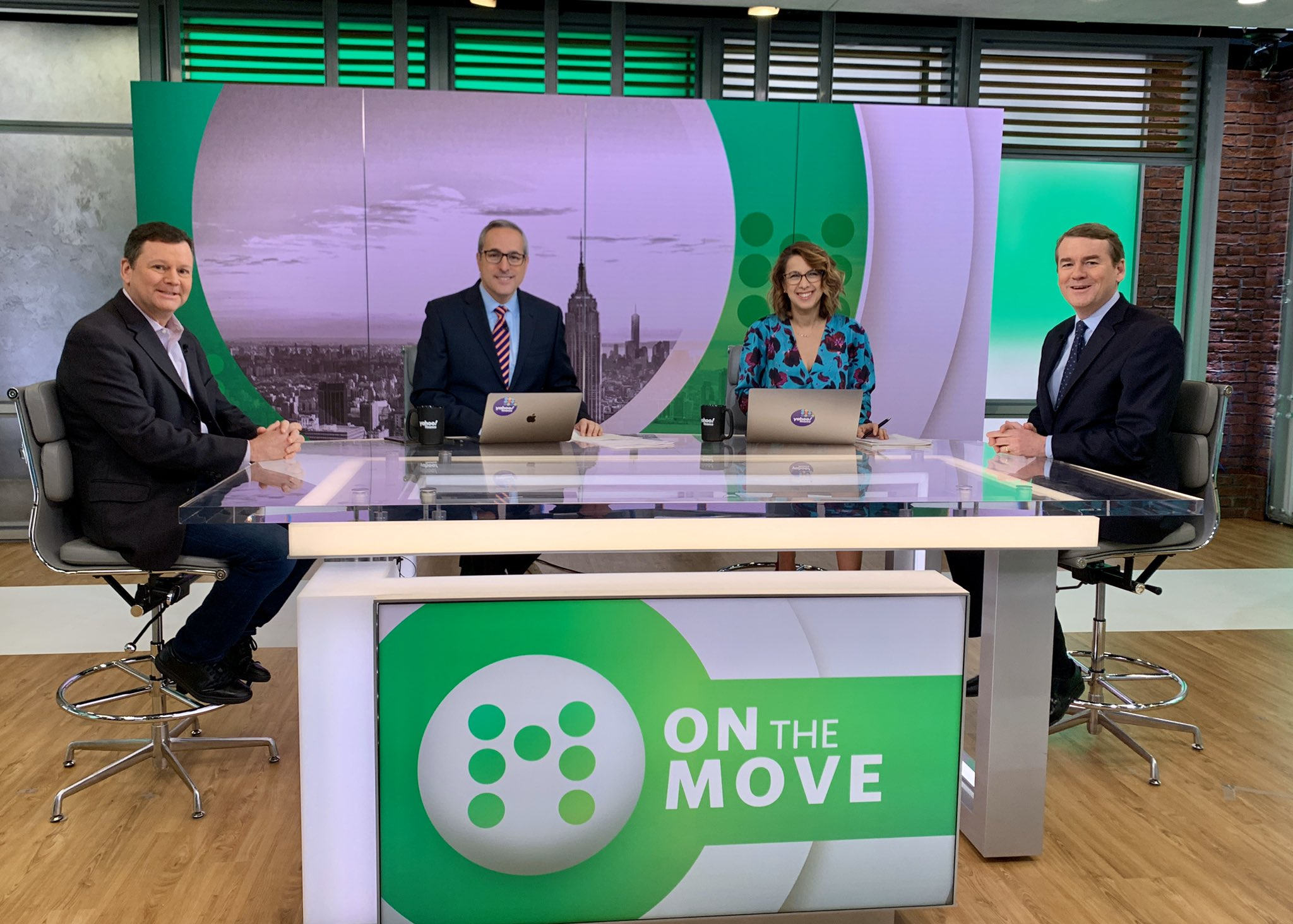
온 더 무브의 세트장

야후! 뉴스(Yahoo! News)는 야후!에 의해 인터넷 기반 뉴스 애그리게이터로 시작된 뉴스 웹사이트이다. 이 사이트는 야후! 소프트웨어 엔지니어 Brad Clawsie가 1996년 8월 개발하였다. 기사들은 원래 AP, 로이터, 폭스 뉴스, 알자지라, ABC 뉴스, USA 투데이, CNN, BBC 뉴스 등의 뉴스 서비스로부터 비롯되었다.
2001년, 야후! 뉴스는 최초의 "most-emailed" 페이지를 시작했다. 혁신적인 아이디어로 잘 받아들여졌으며 온라인 뉴스 출처들이 뉴스 소비형이 되는 영향에 관해 사람들의 이해를 넓혔다. 야후는 2006년 12월 9일까지 뉴스 기사들의 댓글을 허용하였으며 이후 댓글은 비활성화되었다. 2010년 3월 2일 댓글은 다시 활성화되었다.

## 같이 보기
- 애플 뉴스
- 구글 뉴스